# Barrage de Dicle
Le barrage de Dicle est un barrage turc sur le Tigre situé dans la province de Diyarbakır et construit dans le cadre du vaste projet du Sud-est anatolien. Dicle est le nom du Tigre en turc.

## Sources
- (en) www.dsi.gov.tr/tricold/dicle.htm Site de l'agence gouvernementale turque des travaux hydrauliques